# ユーグ10世・ド・リュジニャン
ユーグ10世・ド・リュジニャン（Hugues X de Lusignan, 1183/95年 - 1249年6月5日）は、中世フランス王国の貴族でラ・マルシュ伯（ユーグ5世、在位：1219年 - 1249年）、アングレーム伯（ユーグ1世、在位：1220年 - 1246年）。ラ・マルシュ伯ユーグ9世の子。リュジニャン家出身で、エルサレム王ギー・ド・リュジニャンは同族に当たる。イングランド王ジョンの2番目の妃イザベラ・オブ・アングレームの再婚相手として知られている。

## 生涯
父ユーグ9世はアングレーム伯領の相続人のイザベラと婚約を結んでいた。ところが、イングランド王ジョンがイザベラと結婚したことにより、ユーグ9世はフランス王フィリップ2世に訴えた。フィリップ2世はジョンに法廷の出頭を命じたが（ジョンはフランス南部のアキテーヌ公も兼ねていて、フィリップ2世の家臣でもあった）、ジョンが拒絶したことによりフィリップ2世はジョンの大陸領没収を宣言、アンジュー帝国の崩壊に繋がった。
1219年、第5回十字軍に参加した父がダミエッタで亡くなったためラ・マルシュ伯領を相続、1216年にジョンが亡くなり未亡人となったイザベラと1220年に結婚した。この結婚でアングレーム伯領も手に入れ、西フランスの有力貴族にのし上がった。1241年に継子のヘンリー3世と共にルイ9世に反乱を起こしたが、鎮圧された。
1246年にイザベラが亡くなった後は長男のユーグ11世にアングレームを譲り、3年後に死去。ラ・マルシュ伯領もユーグ11世が相続した。

## 子女
イザベラとの間に9人の子を儲けた。
1. ユーグ11世（1221年 - 1250年） - アングレーム伯、ラ・マルシュ伯
2. アイマー（1222年 - 1260年） - ウィンチェスター大司教
3. アガーテ（1223年 - 1269年） - シャトーの領主ギヨーム・デ・ショヴィニと結婚
4. アリス（1224年 - 1256年） - サリー伯ジョン・ド・ワーレンと結婚
5. ギー（? - 1264年）
6. ジョフロワ（? - 1274年）
7. ウィリアム（? - 1296年） - ペンブルック伯
8. マルグリット（1226年/1228年 - 1288年） - トゥールーズ伯レーモン7世と結婚
9. イザベラ（1234年 - 1299年） - モーリス・ド・クランと結婚、ジョフロワ・ド・ランゴンと再婚